# Bočník

Měření proudu odebíraného spotřebičem (R_{z}) jako úbytku napětí na paralelní kombinaci bočníku (R_{b}) a odporu cívky voltmetru.

Schematická značka bočníku

Bočník je nízkoohmový rezistor zapojený paralelně k měřicímu přístroji (ampérmetru), aby jím protékala jen část měřeného proudu, což umožňuje měřit větší proudy, než je základní rozsah měřidla. Obecněji je bočník paralelně zapojený rezistor, který snižuje proudové zatížení určité součástky nebo obvodu.

## Použití

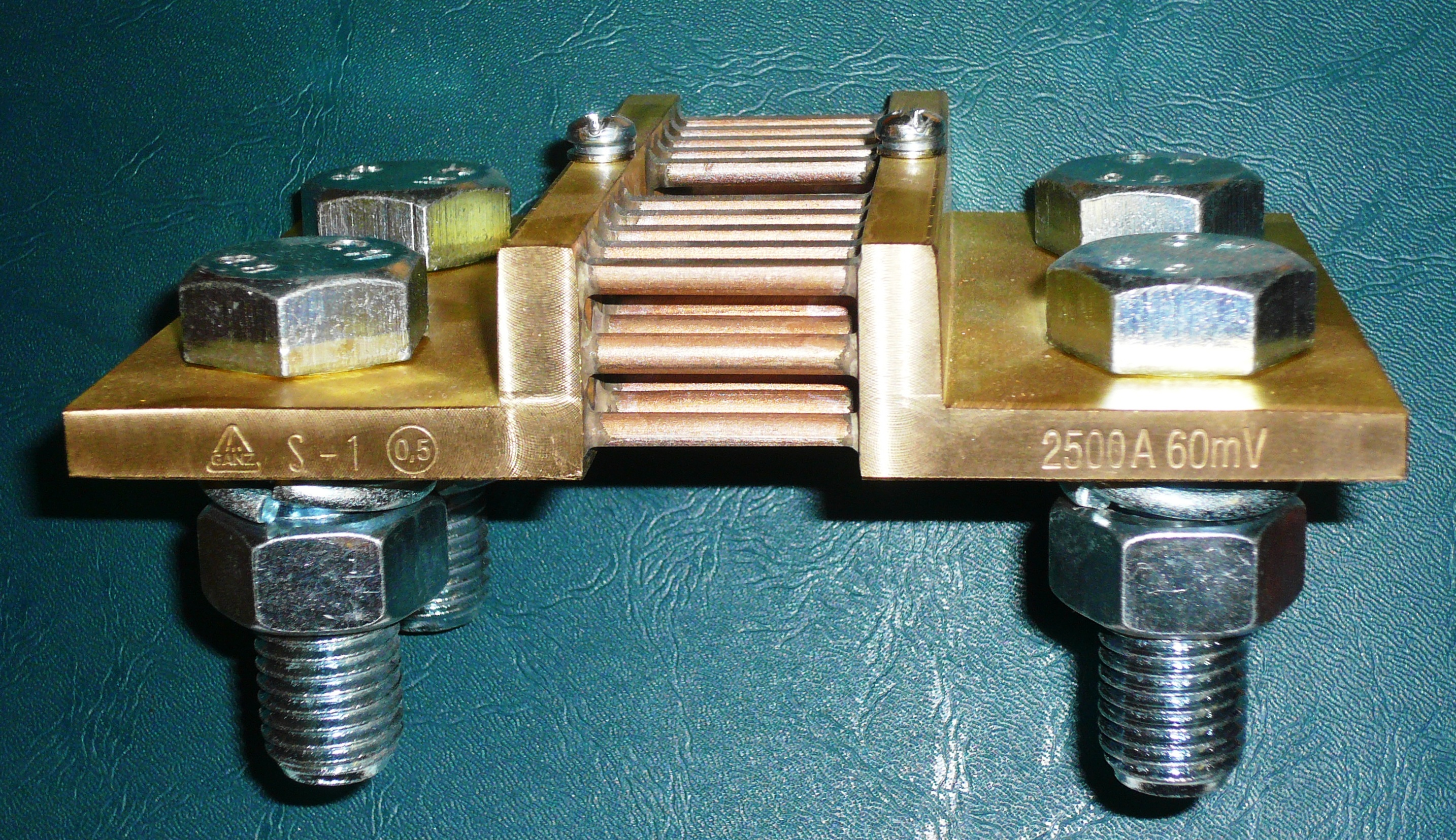
Bočník 2500 A o odporu 24 µΩ

Bočníky jsou využívány pro zvýšení měřicího rozsahu ampérmetru, ale bočník se obvykle používá i v základním rozsahu ampérmetru a pro měření proudu v multimetrech, neboť jejich základem je měřič napětí a proud se tedy měří jako úbytek napětí na známém odporu (tvořeném paralelní kombinací bočníku a cívky měřidla nebo vstupního odporu elektronického měřiče). Při měření proudu se měřicí přístroj do obvodu se zátěží (spotřebičem) musí zapojit sériově, aby jím protékal veškerý proud odebíraný spotřebičem. Aby se jeho připojením měřicího přístroje příliš nezměnily poměry v obvodu, musí mít velmi malý elektrický odpor. 
Malé odpory zapojené v sérii se spotřebičem se používají pro detekci procházejícího proudu, např. v automobilech, kde je řídicí jednotka schopna rozeznat poruchu žárovky ve světlometu nebo přetížení nějakého okruhu.
Jinou funkci měl bočník u žárovkového osvětlení pro vánoční stromky, kde je zapojeno několik (někdy desítky) žárovek sériově. Při přerušení vlákna jedné z nich se obvod přeruší a všechny žárovky zhasnou. Žárovky proto mívaly oba kontakty na patici spojeny špatně vodivým materiálem, který tvořil bočník k vláknu žárovky. Pokud se vlákno některé žárovky přepálilo, proud protékající bočníkem zajistil, že ostatní žárovky zůstaly svítit.